# 散打
散打（さんだ、Sanda）とは、中国武術においてスパーリングや組手あるいは試合に類する行為。散手 (サンショウ、Sanshou) とも言う。また前記の行為を基にしたパンチ・キック・投げ技を使用する格闘スポーツの正式名称でもある。技術交流のために開かれる大会も散打大会、散手大会などと呼ばれる。日本においても様々な流派が様々なルールで大会を開催している。
IOC承認競技団体である国際武術連盟の武術（ウーシュー、日本名武術太極拳）競技でも、以前は表演競技である套路競技のみであったが、現在では散手（散打）競技も種目化しており、アジア武術選手権大会でも実施され、ワールドカップも開催している（詳細は武術太極拳）。

## 歴史

### 清朝以前
公開の場での武術の試合は「打擂台」（擂台＝試合用の舞台）と呼ばれたが、こうした試合には統一的な競技規則が無く、また試合前に「生死状」（死傷の責任を問わないとする誓約書）に署名するなど、多分に決闘的性質を持つものであった。他方、摔跤では明確な競技規則の下での試合や興行が行われていた。

### 中華民国時代

#### 対戦競技化の初期の試み
清末以降、西洋スポーツの影響を受けて中国武術を民族のスポーツとして振興、科学的に再編しようとする運動が武術界に起こり、1928年に南京中央国術館が発足した。
同年、中央国術館が第1回全国国術考試を開催。様々な門派の武術家を実戦的な試合形式で競わせ優秀な人物を選抜する目的があった。摔跤や武器術と並んで散手が種目に採用、体重無差別、防具・グローブなし、眼・喉・下腹への攻撃のみ反則、肘・膝攻撃を認めるルールで大会が行われた。試合では負傷者が続出し競技形式に批判が出た。
1929年、浙江国術遊芸大会開催。ルールは同様ながら引き分けが多発したため引き分けを双方失格とする規則が途中で追加され、また顔の負傷が多発したため顔面への連続攻撃が禁止された。翌1930年、上海国術大会開催。
1933年、全国運動大会で散手種目が採用。野球とサッカーの防具を転用、顔面への攻撃を禁止とした。時間無制限で相手を地面に倒せば勝利とした結果試合が長時間化し、取っ組み合いが増えたため「国術試合場は闘牛場と化した」と新聞に評された。
同年、第2回全国国術考試開催。５階級制となり、防具を着用。軽い打撃でもポイント有効とした結果、互いに接近せず遠巻きに戦う試合傾向となり「国術試合場は闘鶏場と化した」と新聞に評された。

### 中華人民共和国時代
建国後、武術の体育化が重視され套路競技が推進されたが、改革開放以降、武術の技撃（実戦）面が等閑視されてきたことが取り沙汰されるようになる。

#### 現代散打の研究開発
1979年、中国中央体育運動委員会は浙江省体育運動委員会・北京体院・武漢体院の三組織内に散打研究班を発足。散打の競技規則と技術の研究を開始した。①安全性②中国武術の多様な技法を活かす③ルールの簡明化④国外の格闘技との差別化を条件とし、パンチ・キック・投げ技を有効としてヘッドギア、ボディプロテクターとグローブを着用する方向で初期の大枠が作られた。日本の空手やタイのムエタイのように、国家を代表する格闘技として世界に紹介することも視野に入れたものであった。
北京体院の研究班は梅恵志（八卦掌・形意拳・摔跤・ボクシングなど、什刹海体校レスリングコーチ）、李宝如（摔跤名家、北京レスリング隊コーチ）、呉彬（伝統派武術、北京武術隊主任コーチ）らが中心となり、選抜された学生が選手として訓練を受けた。検証試合を通じルールや効果的な戦法を模索、また伝統派武術やムエタイなどの格闘技との交流試合も実施する中で技術の有効性を確認していった。
1980年、山西武術観摩賽で散打のデモンストレーションが行われる。
1981年、全国武術観摩交流大会で北京体院と武漢体院の散打チームによる初めての散打公式試合が行われる。
このように限られたグループ内で競技規則と技術体系を構築し、並行してロールモデルとなる選手を育成、デモンストレーションを通じて紹介し、段階的に散打チームを各地に発足させる工程を経て散打の普及は進められ、いわば「既存の武術門派が各々の技術で競えるルールを提供する」のではなく「中国武術の要素を基に既存門派とは異なる新格闘技を開発する」とも言うべき形で、中国武術の技撃面を代表する位置付けで導入される事となる。

#### 成立と普及
1989年、国家体委は散打を正式な競技種目に認定し、全国武術散打選手権大会を発足。
1992年、第3回アジア武術選手権大会で初めて散打が正式種目となる。
1993年、第7回全国運動会で初めて散打が正式種目となる。
1998年、アジア競技大会バンコク大会で初めて散打が正式種目となる。

#### プロ散打
1997年頃からはプロ格闘技としてアメリカと中国で試合が開催されるようになる。
2000年、国武時代国際文化伝媒（北京）有限公司が第1回中国武術散打王争霸賽を開催、テレビで放送された。柳海龍らスター選手の輩出や興行としての華やかな演出など、プロ散打の嚆矢として注目を集めた。

#### 海外での散打
日本においてはシュートボクシングやK-1との交流試合を行ったことで一般に知られるようになった。2004年には張慶軍（ジャン・チンジュン）が曙太郎とK-1ルールで試合を行い、当時18歳という若さながら判定勝利を収めている。また張は2005年にWBCムエタイヘビー級初代インターナショナル王者の座に就いている。その他、シュートボクシングのリングで散打選手の鄭裕蒿（ジョン・イーゴ）が活躍するなどした。初期に日本で試合を行なった散打選手については、すぐクリンチ状態になる試合傾向に対し批判が多かったが、これはこの時期の散打選手の他格闘技ルールへの不慣れと投げ技の比重が高い散打の技術体系に由来したものであったと言える。
散打の試合には大道塾や極真館等の団体から日本選手も参戦しており、2007年の第9回世界武術選手権大会の散打67kg級において笹沢一有（大道塾）がベスト8に入り、2008年北京五輪期間中に五輪センター体育館にて開催された北京武術大会の散打部門に日本代表として出場している。
イランやフィリピンをはじめとして国外の散打競技人口も増加し、近年では国際競技会での上位入賞者の多くを占めるようになった。
総合格闘技への散打選手の進出も進み、UFCでは元75kg級世界散打チャンピオンの張鉄泉（ジャン・ティエカン）が2011年中国籍初のUFC契約選手となったのを皮切りに、散打をバックボーンに持つ選手が複数参加するに至っている。2019年には元散打選手の張偉麗（ジャン・ウェイリー）が中国人および東アジア人史上初となるUFC王座獲得を達成した。
2022年、セネガルのダカールで開催されるユースオリンピックで散打を含む武術が初めて公式種目となる。

## 試合形式

### アマチュア
擂台（レイタイ）と呼ばれる台の上で行われる。ただし、規模の大きな大会でなければ通常のマットの上で試合が行われる。擂台の大きさは8m四方の正方形で、高さは80cmである。擂台は木で組み、競技場の上を柔らかいマットで覆う。試合場の上には外縁から90cmの位置に太さ10cmの警告ラインが引かれる。また転落した選手の安全性の確保のため、擂台の周囲2mに、厚さ30cmのマットを敷く。
大会は、ラウンドロビン形式（総当りリーグ戦）とトーナメント方式の2種類のどちらかで行われる。
試合自体は2分3R（インターバル1分）で行われる。ラウンド毎に勝敗を決め、過半のラウンドを先取するか、相手をKOに追い込めば勝ちとなる。投げ技は認められているが、相手に組み付いてから2秒以上進展がない場合はレフェリーが両者を引き離す。試合が3Rの場合、2Rを先取した時点で勝ちとなる。もし対戦相手が怪我や病気で試合の続行が不可能となった場合、自動的に勝ちとなる。もし対戦相手に反則をされて怪我をしたと偽り、それが試合後の医師によって判明した場合、反則を仕掛けたとされた方が勝ちとなる。ラウンドロビン形式の大会で、試合が3Rで行われず、かつ両選手が同じ数だけラウンドを取った場合、引き分けとされる（総当たり戦の大会であれば必ずしも勝敗を決しなくてもよいため）。トーナメント形式の場合、必ず勝敗を付けなくてはならないので、警告数が少ない方が勝ちとなる。もし警告数が同じなら、勧告数が少ない方が勝ちとなる。それが同じなら、延長戦を行って勝敗を決する。

### プロ
擂台（レイタイ）の上か、ボクシングのリング上で行われる。
試合自体は3分5R（インターバル1分）で行われ、取ったラウンド数で上回るか、相手をKOに追い込めば勝ちとなる。投げ技は認められているが、相手に組み付いてから5秒以上進展がない場合はレフェリーが両者を引き離す。擂台やマットの上で試合をする場合、対戦相手を試合場の外に突き出したり、落としたりする選手には警告または減点が課せられる。深刻な場合、失格負けを宣告される可能性がある。

## 選手の服装

### アマチュア
選手はトランクス・ランニングシャツ・アマチュアボクシングの試合用のヘッドギア・ボディプロテクター・レガース・グローブを着用する。また安全のためマウスピース・バンデージ・ファウルカップも着用する。ただし大会によっては必ずしもレガースを付けない場合もある。これらは中国に本部を置く国際武術連盟の定めた規則であるため、団体によって差異がある。例えば、国際キックボクシング連盟（IKF）の規則によればボディプロテクターは着用しないことになっている。

### プロ
選手はトランクスとグローブのみを着用する。またアマチュアと同様にマウスピース・バンデージ・ファウルカップを着用する。

## 技術
散打は中国武術各門派の技の公約数を取り、そこから自由攻防での検証を通じて実用性が確認された技で構成されている。こうした技術再編の試みは1930年代に始まり、この時期の散手を経験した張文広（北京体院教授）らが1960年代以降、散打の初期理論を構築した。また関係者の多くがボクシングやレスリングなど国外の格闘技を積極的に研究した関係で、それらの技術も散打に不可分な要素として採り入れられている。
また現在ではキックボクシングやムエタイ、総合格闘技などの競技と選手の相互参入や併修が一般的であり、それら格闘技による影響も無視できない。
パンチ
- 直拳（ストレート）
- 擺拳（フック）
- 勾拳（アッパーカット）
- 鞭拳（バックフィスト）
- 刺拳（ジャブ）

キック
- 蹬腿（前蹴り）
- 踹腿（サイドキック）
- 鞭腿（膝のスナップを効かせた回し蹴り）
- 掃腿（腰を回転させる回し蹴り）
- 截腿（斧刃脚）

投げ技

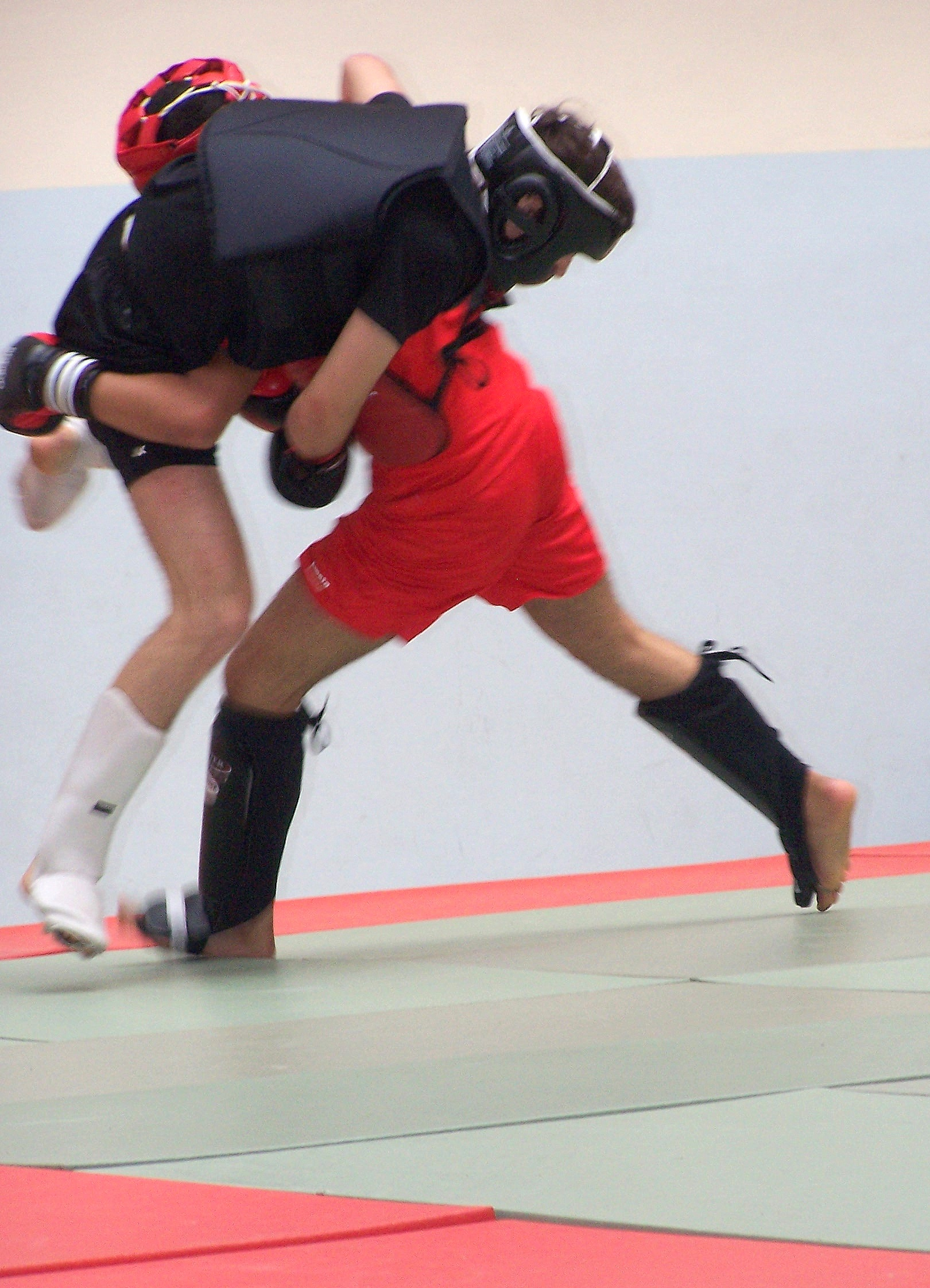
散打の投げ技

既存の立ち技格闘技に対する差別化、優位確保のため競技形成時に特に重視されたのが投げ技であった。投げによる得点がダウンと同程度である関係上、試合における重要度は高い。手指で掴むことができないため、手首や腕で引っ掛ける、または掬い上げることで相手を崩して投げる技法が多い点も特徴。
- 抱双腿過胸摔
- 抱単腿拉腿摔
- 抱単別腿摔
- 夾頸過背摔
- 抱腰過背摔
- 接腿転圧摔
- 接腿別腿摔
- 接腿勾腿摔
- 接腿涮摔
- 接腿上托摔
- 切摔

## 階級

### アマチュア
| 階級名称   | 体重 （キログラム/kg） |
| ---------- | ---------------------- |
| 90kg超級   | >90kg                  |
| 90kg級     | >85kg - ≦90kg          |
| 85kg級     | >80kg - ≦85kg          |
| 80kg級     | >75kg - ≦80kg          |
| 75kg級     | >70kg - ≦75kg          |
| 70kg級     | >65kg - ≦70kg          |
| 65kg級     | >60kg - ≦65kg          |
| 60kg級     | >56kg - ≦60kg          |
| 56kg級     | >56kg - ≦56kg          |
| 52kg級     | >48kg - ≦52kg          |
| 48kg以下級 | ≦48kg                  |

| 階級名称             | 体重 （キログラム/kg） | 体重 （ポンド/lbs） |
| -------------------- | ---------------------- | ------------------- |
| スーパーヘビー級     | 97.8kg超               | 215.1lbs超          |
| ヘビー級             | 88.7 - 97.7kg          | 195.1 - 215lbs      |
| クルーザー級         | 84.6 - 88.6kg          | 186.1 - 195lbs      |
| ライトクルーザー級   | 81.4 - 84.5kg          | 179.1 - 186lbs      |
| ライトヘビー級       | 78.2 - 81.3kg          | 172.1 - 179lbs      |
| スーパーミドル級     | 75 - 78.1kg            | 165.1 - 172lbs      |
| ミドル級             | 72.2 - 75kg            | 159.1 - 165lbs      |
| ライトミドル級       | 69.6 - 72.2kg          | 153.1 - 159lbs      |
| スーパーウェルター級 | 66.9 - 69.5kg          | 147.1 - 153lbs      |
| ウェルター級         | 64.6 - 66.8kg          | 142.1 - 147lbs      |
| ライトウェルター級   | 62.2 - 64.5kg          | 137.1 - 142lbs      |
| スーパーライト級     | 60.1 - 62.2kg          | 132.1 - 137lbs      |
| ライト級             | 57.77 - 60kg           | 127.1 - 132lbs      |
| フェザー級           | 55.50 - 57.72kg        | 122.1 - 127lbs      |
| バンタム級           | 53.22 - 55.45kg        | 117.1 - 122lbs      |
| フライ級             | 50.95 - 53.18kg        | 112.1 - 117lbs      |
| アトム級             | 50.9kg以下             | 112lbs以下          |

左側の表の見方についであるが、70kg級の場合、体重が65kgより上（65kgは含まない）で、70kg以下（70kgを含む）という意味である。

### プロ
国際キックボクシング連盟（IKF）が定めるプロ散打の階級。男女共に17階級。
| 階級名称             | 体重 （キログラム/kg） | 体重 （ポンド/lbs） |
| -------------------- | ---------------------- | ------------------- |
| スーパーヘビー級     | 97.8kg超               | 215.1lbs超          |
| ヘビー級             | 88.7 - 97.7kg          | 195.1 - 215lbs      |
| クルーザー級         | 84.6 - 88.6kg          | 186.1 - 195lbs      |
| ライトクルーザー級   | 81.4 - 84.5kg          | 179.1 - 186lbs      |
| ライトヘビー級       | 78.2 - 81.3kg          | 172.1 - 179lbs      |
| スーパーミドル級     | 75 - 78.1kg            | 165.1 - 172lbs      |
| ミドル級             | 72.2 - 75kg            | 159.1 - 165lbs      |
| ライトミドル級       | 69.6 - 72.2kg          | 153.1 - 159lbs      |
| スーパーウェルター級 | 66.9 - 69.5kg          | 147.1 - 153lbs      |
| ウェルター級         | 64.6 - 66.8kg          | 142.1 - 147lbs      |
| ライトウェルター級   | 62.2 - 64.5kg          | 137.1 - 142lbs      |
| スーパーライト級     | 60.1 - 62.2kg          | 132.1 - 137lbs      |
| ライト級             | 57.77 - 60kg           | 127.1 - 132lbs      |
| フェザー級           | 55.50 - 57.72kg        | 122.1 - 127lbs      |
| バンタム級           | 53.22 - 55.45kg        | 117.1 - 122lbs      |
| フライ級             | 50.95 - 53.18kg        | 112.1 - 117lbs      |
| アトム級             | 50.9kg以下             | 112lbs以下          |

## 勝敗

### アマチュア
試合の勝敗
- KO：相手がノックダウンした後、10カウント以内に立ち上がれなかった場合。
- FC：相手がノックダウンした後、10カウント以内に立ち上がる局面を3回繰り返した場合。
- TKO：一方的な試合展開となって勝敗の帰趨が明白となった場合。
- ポイント先取：相手との得点差が12点まで開いたことを、最低5名のジャッジが確認した場合。
- ラウンド先取：ラウンド毎に勝敗を決め、先に過半のラウンドで勝利を獲得した場合。

ラウンド毎の勝敗
- FC：相手がノックダウンした後、10カウント以内に立ち上がる局面を2回繰り返した場合。
- 場外：どちらかの選手が2回試合場の外に出た場合。
- 判定：ジャッジが採点を行い、ラウンド終了時により多くの点を取った場合。

以上で勝敗が決しなかった場合は警告数が少ない方、勧告数が少ない方、体重差が軽い方の順で勝敗を決め、それでも差がなかった場合、当該ラウンドは引き分けとなる。

### プロ
- KO：相手がノックダウンした後、10カウント以内に立ち上がれなかった場合。
- FC：相手がノックダウンした後、10カウント以内に立ち上がる局面を3回繰り返した場合。
- TKO：一方的な試合展開となって勝敗の帰趨が明白となった場合。
- 判定：最終ラウンドが終わっても勝負が決しなかった場合、審判（レフェリー・ジャッジ）がラウンド毎に行った採点に基づき試合結果を決定する。

## 採点方法
加点方式で行われる。プロとアマ、また大会によっても差異があるため、ここでは代表的なポイント獲得源の例のみを記す。
2点
- 相手を地面に倒し（両足裏以外が地面に接触し）、自身は立っていた場合。
- キックを相手の頭部または胴体に命中させた場合。
- 相手がノックダウンした後、10カウント以内に立ち上がった場合。

1点
- パンチを相手に命中させた場合。
- キックを相手の脚部に命中させた場合。

## 反則

### IWUF
- 頭突き
- 肘打ち（顔面及び首部に対して）
- 膝蹴り
- 関節技
- 相手を逆さまに持ち上げて落とす行為
- 倒れた相手への攻撃
- 頭部へのパンチの連撃またはキックによる攻撃（青少年の部のみ）

### IKF
- 頭突き
- 肘打ち（顔面及び首部に対して）
- 膝蹴り（ただし、試合によっては許可される場合もある）
- 関節技
- 噛み付き
- オープンブロー
- 金的
- 膝への攻撃
- 背骨への攻撃
- 後頭部への攻撃
- 関節マニピュレーションを巻き込みながら投げること

## 関連記事
- 日本武術太極拳連盟
- 国際武術連盟